# Sommer-Paralympics 2016/Teilnehmer (Honduras)
| stlisierte Goldmedaille | stlisierte Silbermedaille | stlisierte Bronzemedaille |
| ----------------------- | ------------------------- | ------------------------- |
| —                       | —                         | —                         |

Honduras entsandt zu den Paralympischen Sommerspielen 2016 in Rio de Janeiro 2 Athleten.

## Teilnehmer nach Sportart

### Powerlifting
| Männer              |       |                         |                         |                         |   |   |
| Gabriel Zelaya Diaz | 72 kg | 100,0 kg (nicht gültig) | 105,0 kg (nicht gültig) | 105,0 kg (nicht gültig) | - | - |

### Schwimmen
| Männer        |                   |                  |                  |                  |                  |                  |                  |                  |
| Emmanuel Diaz | 50 m Freestyle S7 | nicht angetreten | nicht angetreten | nicht angetreten | nicht angetreten | nicht angetreten | nicht angetreten | nicht angetreten |